# Pärlmunia
Pärlmunia (Mayrimunia leucosticta) är en fågel i familjen astrilder inom ordningen tättingar.

## Utbredning och systematik
Pärlmunia delas upp i två underarter med följande utbredning:
- leucosticta – sydcentrala Nya Guinea
- moresbyae – sydöstra Nya Guinea

Pärlmunia och sorgmunia placeras traditionellt i släktet Lonchura, men lyfts numera vanligen ut till det egna släktet Mayrimunia efter genetiska studier.

## Status
IUCN kategoriserar arten som livskraftig.